# 목포홍일중학교
목포홍일중학교(木浦弘一中學校)는 대한민국 전라남도 목포시 죽교동에 위치한 사립 중학교이다.

## 학교 연혁
- 1945년 12월 6일 : 목포 동광중학교 설립
- 1947년 6월 5일 : 동광학원 인가
- 1976년 4월 15일 : 홍재 권이담 박사 이사장 취임
- 1976년 6월 16일 : 학교법인 홍일학원 설립
- 1976년 9월 30일 : 목포홍일중학교로 개명
- 1986년 4월 17일 : 유도장 신축 완공(150평)
- 1998년 12월 31일 : 신축교사 완공(4층 36교실)
- 2016년 11월 1일 : 권호 이사장 취임
- 2023년 3월 1일 : 제24대 박순택 교장 취임
- 2025년 2월 7일 : 제78회 졸업 172명, 졸업생 총 수 18,578명

## 참고 자료
- 목포홍일중학교 - 한국교육학술정보원 학교알리미